# Steven Long Mitchell
Pour les personnes ayant le même patronyme, voir Mitchell.
Steven Long Mitchell est un producteur et un scénariste américain, qui a entre autres réalisé la série télévisée Le Caméléon (The Pretender), dont il est le producteur exclusif.
Il possède une compagnie de production, en partenariat avec Craig Van Sickle.

## Filmographie
- Le Caméléon, en tant que créateur, réalisateur et scénariste.
- 24 heures chrono, en tant que scénariste.
- NIH : Alertes médicales, en tant que scénariste.
- Spy Girls, en tant que créateur et scénariste.